# Міжнародний пакт про економічні, соціальні та культурні права
Міжнаро́дний пакт про економі́чні, соціа́льні та культу́рні права́ — пакт, прийнятий Генеральною Асамблеєю ООН 16 грудня 1966 року. На квітень 2010 року в пакті бере участь 160 держав; крім них, його підписали ще 6 держав. Найбільша держава, яка не є учасником пакту — США.
СРСР підписав пакт 18 березня 1968 року. Ратифікований Президією Верховної Ради СРСР 18 вересня 1973 року із заявою. Ратифікаційна грамота УРСР депонована Генеральному секретарю ООН 16 жовтня 1973 року. Набрав чинності для СРСР 3 січня 1976 року.
10 грудня 2008 Генеральна Асамблея ООН прийняла факультативний протокол до пакту, що передбачає можливість подання скарг на порушення пакту. Для вступу протоколу в силу необхідна його ратифікація десятьма країнами-учасницями Пакту.
Міжнародний пакт про економічні, соціальні та культурні права, так само, як і Міжнародний пакт про громадянські і політичні права, передбачає насамперед міжнародний захист на світовому рівні індивідуальних, але не колективних прав і свобод людини.

## Історія
У 1948 році Генеральна Асамблея ООН просила Комісію підготувати в першочерговому порядку проєкт пакту про права людини і проєкт заходів щодо здійснення. В 1949 році Комісія розглянула текст проєкту пакту, а в наступному році вона переглянула перші 18 статей на підставі зауважень, отриманих від урядів. У 1950 році Генеральна Асамблея в своїй резолюції заявила, що «користування громадянськими і політичними свободами і володіння правами економічними, соціальними і правами в галузі культури пов'язані між собою і взаємно обумовлюються». Потім Асамблея ухвалила включити в пакт про права людини права економічні, соціальні та права в галузі культури, а також певне визначення рівності чоловіків і жінок стосовно цих прав, як про це сказано в Статуті.
В 1951 році Комісія склала 14 статей про економічні, соціальні та культурні права на підставі пропозиції урядів та думок спеціалізованих установ. Вона також сформулювала десять статей про заходи щодо здійснення цих прав, відповідно до яких держави-учасниці Пакту повинні подавати періодичні доповіді.
Після тривалих дебатів на своїй сесії в 1951 році Генеральна Асамблея доручила Комісії «виробити проєкт двох пактів про права людини, в одному з яких повинні міститися громадянські і політичні права, а в другому права економічні і соціальні та права в галузі культури». Асамблея підкреслила, що обидва пакти повинні включати якомога більше аналогічних положень, а також повинні включати статтю, яка передбачає, що «всі народи мають право на самовизначення».
Комісія завершила розробку проєктів двох пактів на своїх дев'ятій і десятій сесіях, проведених відповідно в 1953 та в 1954 роках. Генеральна Асамблея розглянула проєкти пактів у 1954 році і ухвалила якомога ширше оприлюднити проєкти пактів для того, щоб уряди могли детально вивчити їх і щоб громадська думка теж мала вільний вияв. Вона рекомендувала, щоб Третій комітет розпочав постатейне обговорення текстів на своїй сесії в 1955 році. Хоча постатейне обговорення розпочалося в зазначений строк, розробка пактів була завершена лише в 1966 році.
Таким чином у 1966 році була завершена розробка двох Міжнародних пактів про права людини (замість одного, як передбачалося спершу): Міжнародного пакту про економічні, соціальні та культурні права та Міжнародного пакту про громадянські і політичні права. Крім того, Факультативний протокол до Міжнародного пакту про громадянські і політичні права передбачає механізм для розгляду повідомлень від окремих осіб, які стверджують, що вони є жертвами порушень якихось прав, викладених у Пакті.

## Загальна характеристика
Міжнародний пакт про економічні, соціальні та культурні права більш змістовно визначив такі права людини, як право на працю, на страйк, на охорону здоров'я, на освіту, на участь у культурному житті, а також права засуджених.
Юридичні особливості Пакту пов'язані з особливостями проголошених у ньому економічних, соціальних і культурних прав. Економічні, соціальні та культурні права є невід'ємними, як і громадянські та політичні права, і не менш важливими. Проте існують суттєві особливості в реалізації економічних, соціальних і культурних прав. Вони витратні, тобто обсяг їхньої реалізації залежить від економічного добробуту держави, а тому не може бути однаковим у різних країнах. Реалізація цих прав пов'язана з розширенням патерналістських функцій держави, що завжди містять потенційну загрозу авторитизації влади, а тому повинні мати межі.

## Структура
Складається з преамбули і 31 статті, які поділені на 5 частин.
Формулювання статей Міжнародного пакту про економічні, соціальні та культурні права за загальним правилом є диспозитивними і не передбачають прямої дії.
У преамбулі відзначається, що права, проголошені в пакті, випливають з властивої людській особі гідності, а ідеал людської особи, вільної від страху та нужди, можна здійснити лише за наявності таких умов, за яких кожен може користуватися своїми економічними, соціальними і культурними правами.
Міжнародний Пакт про економічні, соціальні та культурні права 1966 року дає змогу структурувати права людини за такими трьома групами:
1. право на працю в справедливих та сприятливих умовах (ст. 6–8);
2. право на соціальний захист, достатній життєвий рівень і на найвищий досяжний рівень фізичного та психічного здоров'я (ст. 9–12);
3. право на освіту та користування здобутками свободи в галузі культури і результатами наукового прогресу (ст. 13–15).

При цьому змістовою відмінністю цього Пакту від інших документів є те, що, окрім проголошення та визначення того чи іншого права, яке належить до системи соціальних прав, у ньому дається і перелік (хоча і не вичерпний) тих заходів, які мають бути застосовані державами для реалізації названих прав, а саме: розробка програм професійно-технічного навчання, шляхи і методи досягнення продуктивної зайнятості в умовах, що гарантують основні політичні і економічні свободи людини.

## Каталог прав
- Стаття 1 — право на самовизначення;
- Стаття 6 — право на працю;
- Стаття 7 — право на справедливі і сприятливі умови праці;
- Стаття 8 — право на створення профспілок і страйки;
- Стаття 9 — право кожної людини на соціальне забезпечення;
- Стаття 10 — захист сім'ї, материнства і дітей;
- Стаття 11 — право на достатній життєвий рівень (включає право на житло і на харчування);
- Стаття 12 — право на найвищий досяжний рівень фізичного та психічного здоров'я;
- Стаття 13 — право кожної людини на освіту;
- Стаття 14 — план дій щодо введення обов'язкової безкоштовної загальної початкової освіти;
- Стаття 15 — право на участь у культурному житті, користування результатами наукового прогресу та захистом інтересів, пов'язаних з власною творчістю.

## Нагляд за дотриманням Пакту
За дотриманням державами-учасниками своїх зобов'язань за Пактом і рівнем здійснення відповідних прав і обов'язків спостерігає Комітет з економічних, соціальних і культурних прав.
У своїй діяльності Комітет спирається на безліч інформаційних джерел, включаючи доповіді, що представляються державами-учасниками, і зведення, що надходять зі спеціалізованих установ Організації Об'єднаних Націй — Міжнародної організації праці, Організації Об'єднаних Націй з питань освіти, науки і культури, Всесвітньої організації охорони здоров'я, Продовольчої і сільськогосподарської організації Об'єднаних Націй, — а також з Управління Верховного комісара Об'єднаних Націй у справах біженців, Центра Організації Об'єднаних Націй з населених пунктів (Хабитат) і інших установ. Крім того, йому представляють інформацію неурядові й громадські організації, що діють на території держав, що ратифікували Пакт, міжнародні правозахисні організації й інші неурядові організації, а також інші договірні органи Організації Об'єднаних Націй; крім того, Комітет користується загальнодоступними літературними джерелами.
Міжнародний контроль за дотриманням економічних, соціальних і культурних прав зазвичай не пов'язаний із розглядом індивідуальних скарг.